# 張元沖
張元冲（1502年—1563年），字叔謙，號浮峯，浙江紹興府山陰縣白鱼潭里人，民籍，明朝政治人物。

## 生平
嘉靖元年（1522年）壬午科浙江鄉試第八十六名舉人。嘉靖十七年（1538年）中式戊戌科会试第二百八十九名，三甲第二名進士。初授中书舍人，二十一年五月擢至吏科給事中，二十三年四月升户科右给事中，巡视京营，迁吏科左给事中，二十四年八月升工科都给事中，請罷遣中官織造，諫明世宗玄修不視朝。历任广东按察使，巡海道，擒获海贼徐碧溪、何亚八，叙功赐白金，三十二年三月升本省右布政使，以平广西贼酋黄文将、韦公欺等，賞银十两，大计考天下第一。丁母唐恭人忧，服阕，起補江西右布政使，尋轉左，三十九年五月官至都察院右副都御史、巡撫江西，四十年七月因剿寇不力去职。归二年卒于家，年六十有二。他是王阳明学派代表人之一。在江西任职時，闲暇时与东郭、念庵、洛村、枫潭诸公讲习阳明心学，辟正学书院于省会。又建懷玉书院于信州，特迎龙溪、绪山两先生任讲席。

## 家族
曾祖父張蘊輝，封兵科給事中；祖父張以弘，布政使司左參議；父張景琦，桂林府知府。母唐氏（封宜人）。慈侍下。兄元楚；元本；元溥，兵馬司副指挥；元傑；元亮。弟元叙、元萬、元重。